# Élections au Parlement d'Andalousie de 1986
Les élections au Parlement d'Andalousie de 1986 (en espagnol : Elecciones al Parlamento de Andalucía de 1986) se tiennent le dimanche 22 juin 1986, afin d'élire les 109 députés de la IIe législature du Parlement d'Andalousie pour un mandat de quatre ans. Le scrutin se tient le même jour que les élections aux Cortes Generales.
Le Parti socialiste confirme sa majorité absolue, en léger recul au profit de la Coalition populaire et surtout de la Gauche unie, qui crée la surprise avec une forte progression. Par rapport aux élections générales, la Gauche unie séduit 330 000 électeurs de plus, soit à peu près le même nombre que le nombre de suffrages perdus par le Parti socialiste.
Un mois plus tard, le socialiste José Rodríguez de la Borbolla est investi président de la Junte pour un second mandat avec le seul soutien de son parti.

## Contexte
Lors des élections de 1982, le Parti socialiste remporte la majorité absolue des sièges, une première tous partis confondus depuis les débuts de la Transition démocratique. Le 15 juillet suivant, le socialiste Rafael Escuredo est investi président de la Junte avec les seules 66 voix de ses députés, l'ensemble de l'opposition ayant voté contre lui.
Rafael Escuredo annonce sa démission moins de deux ans plus tard, le 16 février 1984, en raison de désaccords avec le gouvernement de Felipe González, notamment sur les nécessaires transferts de compétences pour mettre en œuvre son projet de réforme agraire et sur le contrôle de l'organisation de l'exposition universelle de 1992 à Séville. La commission exécutive régionale du PSOE lui désigne comme successeur son secrétaire général, José Rodríguez de la Borbolla, également vice-président de la Junte et conseiller à l'Intérieur. Celui-ci reçoit effectivement l'investiture du Parlement, par 66 voix favorables, le 8 mars.

## Mode de scrutin

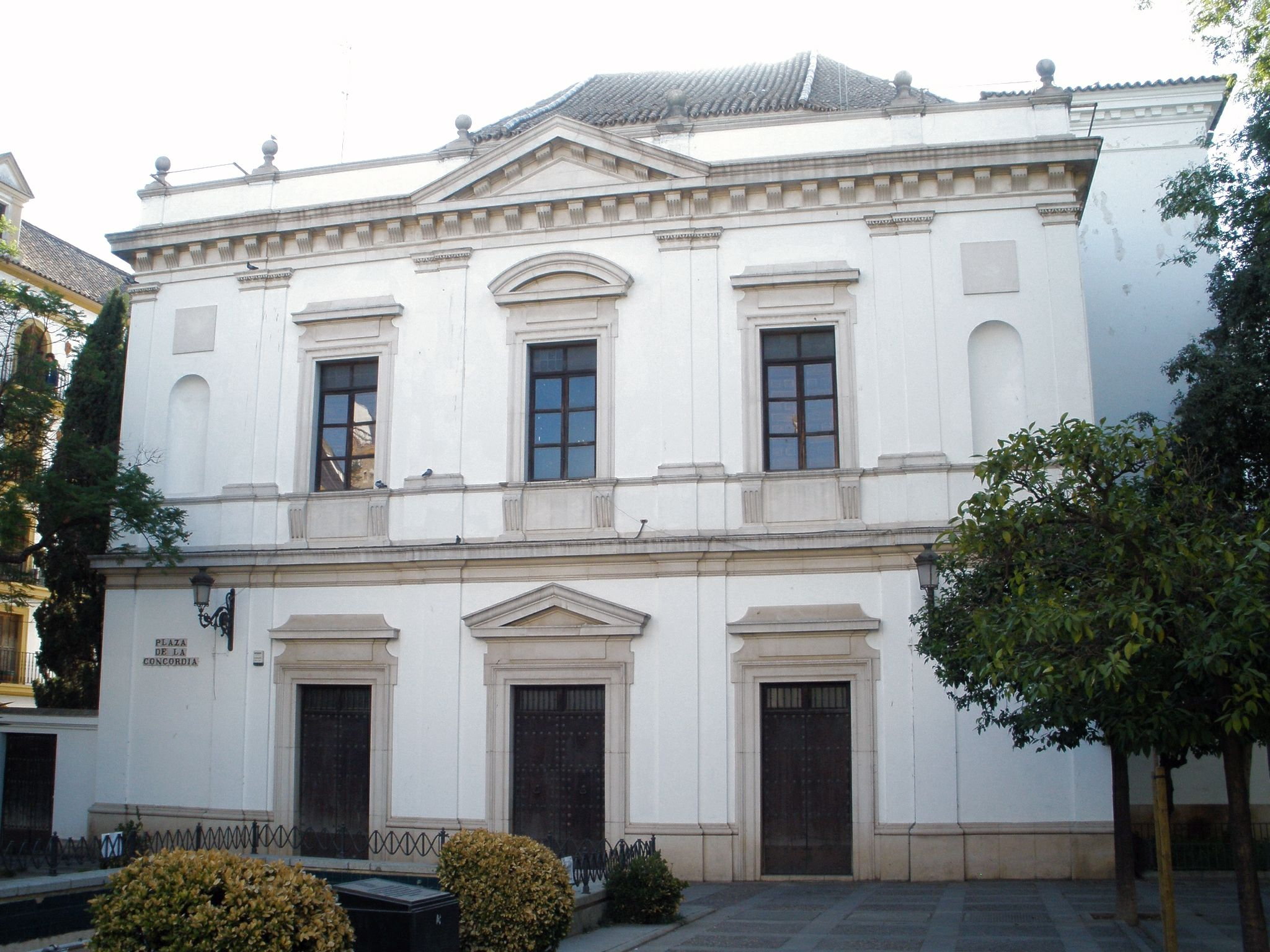
Façade de l'ancienne église du couvent de San Hermenegildo, siège du Parlement.

Le Parlement d'Andalousie (Parlamento de Andalucía) est une assemblée parlementaire monocamérale constituée de 109 députés (diputados), élue pour une législature de quatre ans au suffrage universel direct selon les règles du scrutin proportionnel d'Hondt par l'ensemble des personnes résidant dans la communauté autonome où résidant momentanément à l'extérieur de celle-ci, si elles en font la demande.

### Convocation du scrutin
Conformément à l'article 26 du statut d'autonomie, le Parlement est élu pour un mandat de quatre ans. L'article 14 de la loi électorale andalouse du 2 janvier 1986, combiné aux dispositions l'article 42 de la loi électorale nationale, précise que les élections sont convoquées au moyen d'un décret du président de la Junte d'Andalousie, signé 25 jours avant la fin du mandat et publié au Journal officiel, le scrutin devant se tenir entre le 54e et le 60e jour suivant la publication du décret,.

### Nombre de députés par circonscription
Puisque l'article 26 du statut d'autonomie prévoit que « le Parlement d'Andalousie sera constitué d'un nombre de députés compris entre 90 et 110 », l'article 17 de la loi électorale indique que le nombre de parlementaires est fixé à 109 et attribue à chaque circonscription 8 sièges d'office, les 45 mandats restant étant distribués en fonction de la population provinciale. L'article 28 du statut énonce effectivement que « la province constitue la circonscription électorale » et précise qu'aucune circonscription ne peut avoir plus du double de représentants qu'une autre.
Le décret de convocation des élections, publié le 29 avril 1986, dispose que les sièges sont répartis ainsi : 
| Circonscriptions         | Députés |
| ------------------------ | ------- |
| Séville                  | 18      |
| Cadix et Malaga          | 15      |
| Cordoue, Grenade et Jaén | 13      |
| Almería et Huelva        | 11      |

### Présentation des candidatures
Peuvent présenter des candidatures,, : 
- les partis ou fédérations politiques enregistrées auprès du registre des associations politiques du ministère de l'Intérieur ;
- les coalitions électorales de ces mêmes partis ou fédérations dûment constituées et inscrites auprès de la commission électorale au plus tard 10 jours après la convocation du scrutin ;
- et les électeurs de la circonscription, en nombre d'au moins 1 % des inscrits.

### Répartition des sièges
Seules les listes ayant recueilli au moins 3 % des suffrages valides — vote blanc inclus — peuvent participer à la répartition des sièges à pourvoir dans une circonscription, qui s'organise en suivant différentes étapes : 
- les listes sont classées en une colonne par ordre décroissant du nombre de suffrages obtenus ;
- les suffrages de chaque liste sont divisés par 1, 2, 3... jusqu'au nombre de députés à élire afin de former un tableau ;
- les mandats sont attribués selon l'ordre décroissant des quotients ainsi obtenus.

Lorsque deux listes obtiennent un même quotient, le siège est attribué à celle qui a le plus grand nombre total de voix ; lorsque deux candidatures ont exactement le même nombre total de voix, l'égalité est résolue par tirage au sort et les suivantes de manière alternative.

## Campagne

### Principales forces politiques
| Force politique | Force politique                                                                                    | Force politique | Chef de file                                          | Idéologie                                                               | Résultats en 1982          |
| --------------- | -------------------------------------------------------------------------------------------------- | --------------- | ----------------------------------------------------- | ----------------------------------------------------------------------- | -------------------------- |
|                 | Parti socialiste ouvrier espagnol d'Andalousie (es) Partido Socialista Obrero Español de Andalucía | PSOE-A          | José Rodríguez de la Borbolla (Président de la Junte) | Centre gauche Social-démocratie, progressisme, nationalisme             | 52,7 % des voix 66 députés |
|                 | Coalition populaire (es) Coalición Popular                                                         | CP              | Antonio Hernández Mancha                              | Centre droit à droite Conservatisme, démocratie chrétienne, libéralisme | 17,1 % des voix 17 députés |
|                 | Gauche unie – Appel pour l'Andalousie (es) Izquierda Unida-Convocatoria por Andalucía              | IU-CA           | Julio Anguita (Ex-maire de Cordoue)                   | Gauche Communisme, anticapitalisme, nationalisme                        | 8,6 % des voix 8 députés   |
|                 | Partido Andalucista (fr) Parti Andalouciste                                                        | PA              | Luis Uruñuela (es) (Ex-maire de Séville)              | Centre gauche Social-démocratie, fédéralisme, nationalisme              | 5,4 % des voix 3 députés   |

## Résultats

### Total régional
| Représentation en hémicycle sur un axe gauche-droite du résultat. |                                                         |           |       |      |        |               |  |  |
| Partis                                                            | Partis                                                  | Voix      | %     | +/-  | Sièges | +/-           |  |  |
|                                                                   | Parti socialiste ouvrier espagnol d'Andalousie (PSOE-A) | 1 581 513 | 47,04 | 5,69 | 60     | 6             |  |  |
|                                                                   | Coalition populaire (CP)                                | 745 485   | 22,17 | 5,08 | 28     | 11            |  |  |
|                                                                   | Gauche unie – Appel pour l'Andalousie (IU-CA)           | 598 889   | 17,81 | 9,25 | 19     | 11            |  |  |
|                                                                   | Partido Andalucista (PA)                                | 196 947   | 5,86  | 0,46 | 2      | 1             |  |  |
|                                                                   | Centre démocratique et social (CDS)                     | 109 678   | 3,26  | Nv   | 0      | en stagnation |  |  |
|                                                                   | Bureau pour l'unité des communistes (MUC) (es)          | 50 886    | 1,51  | Nv   | 0      | en stagnation |  |  |
|                                                                   | Parti socialiste du peuple andalou (PSPA) (es)          | 26 560    | 0,79  | Nv   | 0      | en stagnation |  |  |
|                                                                   | Parti réformateur démocratique (PRD) (es)               | 25 934    | 0,77  | Nv   | 0      | en stagnation |  |  |
|                                                                   | Parti humaniste (PH) (es)                               | 6 982     | 0,21  | Nv   | 0      | en stagnation |  |  |
|                                                                   | Libération andalouse (LA) (es)                          | 5 996     | 0,18  | Nv   | 0      | en stagnation |  |  |
|                                                                   | Mouvement phalangiste d'Espagne (MFE) (es)              | 809       | 0,02  | 0,04 | 0      | en stagnation |  |  |
|                                                                   | Vote blanc                                              | 12 294    | 0,37  |      |        |               |  |  |
|                                                                   | Union du centre démocratique (UCD)                      |           |       |      | 0      | 15            |  |  |
|                                                                   |                                                         |           |       |      |        |               |  |  |
| Votes valides                                                     | Votes valides                                           | 3 361 973 | 99,51 |      |        |               |  |  |
| Votes nuls                                                        | Votes nuls                                              | 50 824    | 1,49  |      |        |               |  |  |
| Total                                                             | Total                                                   | 3 412 797 | 100   | –    | 109    | en stagnation |  |  |
| Abstentions                                                       | Abstentions                                             | 1 412 052 | 29,27 |      |        |               |  |  |
| Inscrits / Participation                                          | Inscrits / Participation                                | 4 824 849 | 70,73 |      |        |               |  |  |

### Par circonscription
| Circonscription | Circonscription | Almería | Almería | Almería | Almería       | Cadix   | Cadix   | Cadix  | Cadix         | Cordoue | Cordoue | Cordoue | Cordoue       | Grenade | Grenade | Grenade | Grenade       |
| --------------- | --------------- | ------- | ------- | ------- | ------------- | ------- | ------- | ------ | ------------- | ------- | ------- | ------- | ------------- | ------- | ------- | ------- | ------------- |
|                 |                 |         |         |         |               |         |         |        |               |         |         |         |               |         |         |         |               |
| Sièges          | Sièges          | 11      | 11      | 11      | en stagnation | 15      | 15      | 15     | en stagnation | 13      | 13      | 13      | en stagnation | 13      | 13      | 13      | en stagnation |
|                 |                 |         |         |         |               |         |         |        |               |         |         |         |               |         |         |         |               |
|                 |                 | Nombre  | Nombre  | %       | %             | Nombre  | Nombre  | %      | %             | Nombre  | Nombre  | %       | %             | Nombre  | Nombre  | %       | %             |
| Inscrits        | Inscrits        | 313 644 | 313 644 | 100,00  | 100,00        | 722 746 | 722 746 | 100,00 | 100,00        | 553 692 | 553 692 | 100,00  | 100,00        | 582 967 | 582 967 | 100,00  | 100,00        |
| Abstentions     | Abstentions     | 100 201 | 100 201 | 31,95   | 31,95         | 242 771 | 242 771 | 33,59  | 33,59         | 131 148 | 131 148 | 23,69   | 23,69         | 179 403 | 179 403 | 30,77   | 30,77         |
| Votants         | Votants         | 213 443 | 213 443 | 68,05   | 68,05         | 479 975 | 479 975 | 66,41  | 66,41         | 422 544 | 422 544 | 76,31   | 76,31         | 403 564 | 403 564 | 69,23   | 69,23         |
| Nuls            | Nuls            | 2 627   | 2 627   | 1,23    | 1,23          | 10 629  | 10 629  | 2,21   | 2,21          | 5 297   | 5 297   | 1,25    | 1,25          | 4 839   | 4 839   | 1,20    | 1,20          |
| Exprimés        | Exprimés        | 210 816 | 210 816 | 98,77   | 98,77         | 469 346 | 469 346 | 97,79  | 97,79         | 417 247 | 417 247 | 98,75   | 98,75         | 398 725 | 398 725 | 98,80   | 98,80         |
|                 |                 |         |         |         |               |         |         |        |               |         |         |         |               |         |         |         |               |
| Partis          | Partis          | Voix    | %       | Sièges  | +/-           | Voix    | %       | Sièges | +/-           | Voix    | %       | Sièges  | +/-           | Voix    | %       | Sièges  | +/-           |
|                 | PSOE-A          | 98 893  | 46,91   | 7       | 1             | 243 187 | 51,81   | 9      | en stagnation | 148 663 | 35,63   | 5       | 2             | 179 533 | 45,03   | 7       | 1             |
|                 | CP              | 54 544  | 25,87   | 3       | 1             | 89 865  | 19,15   | 3      | 1             | 88 002  | 21,09   | 3       | 1             | 107 612 | 26,99   | 4       | 2             |
|                 | IU-CA           | 25 912  | 12,29   | 1       | 1             | 53 339  | 11,36   | 2      | 1             | 137 214 | 32,89   | 5       | 3             | 57 895  | 14,52   | 2       | 1             |
|                 | PA              | 6 470   | 3,07    | 0       | en stagnation | 48 242  | 10,28   | 1      | en stagnation | 17 995  | 4,31    | 0       | en stagnation | 10 785  | 2,70    | 0       | en stagnation |
|                 | CDS             | 12 804  | 6,07    | 0       | en stagnation | 16 944  | 3,61    | 0      | en stagnation | 13 718  | 3,29    | 0       | en stagnation | 16 480  | 4,13    | 0       | en stagnation |
|                 | MUC (es)        | 2 591   | 1,23    | 0       | en stagnation | 5 845   | 1,25    | 0      | en stagnation | 4 098   | 0,98    | 0       | en stagnation | 11 503  | 2,88    | 0       | en stagnation |
|                 | Autres          | 8 761   | 4,16    |         | 3             | 9 715   | 2,07    |        | 2             | 6 254   | 1,50    |         | 2             | 13 453  | 3,37    |         | 2             |
|                 | Blanc           | 841     | 0,40    |         |               | 2 209   | 0,47    |        |               | 1 303   | 0,31    |         |               | 1 464   | 0,37    |         |               |

| Circonscription | Circonscription | Huelva  | Huelva  | Huelva | Huelva        | Jaén    | Jaén    | Jaén   | Jaén          | Malaga  | Malaga  | Malaga | Malaga        | Séville   | Séville   | Séville | Séville       |
| --------------- | --------------- | ------- | ------- | ------ | ------------- | ------- | ------- | ------ | ------------- | ------- | ------- | ------ | ------------- | --------- | --------- | ------- | ------------- |
|                 |                 |         |         |        |               |         |         |        |               |         |         |        |               |           |           |         |               |
| Sièges          | Sièges          | 11      | 11      | 11     | en stagnation | 13      | 13      | 13     | en stagnation | 15      | 15      | 15     | en stagnation | 18        | 18        | 18      | en stagnation |
|                 |                 |         |         |        |               |         |         |        |               |         |         |        |               |           |           |         |               |
|                 |                 | Nombre  | Nombre  | %      | %             | Nombre  | Nombre  | %      | %             | Nombre  | Nombre  | %      | %             | Nombre    | Nombre    | %       | %             |
| Inscrits        | Inscrits        | 314 246 | 314 246 | 100,00 | 100,00        | 487 364 | 487 364 | 100,00 | 100,00        | 743 091 | 743 091 | 100,00 | 100,00        | 1 101 382 | 1 101 382 | 100,00  | 100,00        |
| Abstentions     | Abstentions     | 101 574 | 101 574 | 32,32  | 32,32         | 117 274 | 117 274 | 24,06  | 24,06         | 246 211 | 246 211 | 33,13  | 33,13         | 294 860   | 294 860   | 26,77   | 26,77         |
| Votants         | Votants         | 212 672 | 212 672 | 67,68  | 67,68         | 370 090 | 370 090 | 75,94  | 75,94         | 496 880 | 496 880 | 66,87  | 66,87         | 806 522   | 806 522   | 73,23   | 73,23         |
| Nuls            | Nuls            | 3 668   | 3 668   | 1,72   | 1,72          | 5 382   | 5 382   | 1,45   | 1,45          | 8 099   | 8 099   | 1,63   | 1,63          | 10 283    | 10 283    | 1,27    | 1,27          |
| Exprimés        | Exprimés        | 209 004 | 209 004 | 98,28  | 98,28         | 364 708 | 364 708 | 98,55  | 98,55         | 488 781 | 488 781 | 98,37  | 98,37         | 796 339   | 796 339   | 98,73   | 98,73         |
|                 |                 |         |         |        |               |         |         |        |               |         |         |        |               |           |           |         |               |
| Partis          | Partis          | Voix    | %       | Sièges | +/-           | Voix    | %       | Sièges | +/-           | Voix    | %       | Sièges | +/-           | Voix      | %         | Sièges  | +/-           |
|                 | PSOE-A          | 113 301 | 54,21   | 7      | 1             | 178 975 | 49,07   | 7      | 1             | 232 021 | 47,47   | 8      | 1             | 386 940   | 48,59     | 10      | 1             |
|                 | CP              | 43 758  | 20,94   | 3      | 2             | 97 666  | 26,78   | 4      | 2             | 104 909 | 21,46   | 4      | 1             | 159 129   | 19,98     | 4       | 1             |
|                 | IU-CA           | 26 834  | 12,84   | 1      | 1             | 57 045  | 15,64   | 2      | 1             | 101 279 | 20,72   | 3      | 2             | 139 371   | 17,50     | 3       | 1             |
|                 | PA              | 10 442  | 5,00    | 0      | en stagnation | 9 856   | 2,70    | 0      | en stagnation | 22 680  | 4,64    | 0      | 1             | 70 477    | 8,85      | 1       | en stagnation |
|                 | CDS             | 6 841   | 3,27    | 0      | en stagnation | 12 345  | 3,38    | 0      | en stagnation | 16 877  | 3,45    | 0      | en stagnation | 13 669    | 1,72      | 0       | en stagnation |
|                 | MUC (es)        | 2 881   | 1,38    | 0      | en stagnation | 2 659   | 0,73    | 0      | en stagnation | 6 622   | 1,35    | 0      | en stagnation | 14 687    | 1,84      | 0       | en stagnation |
|                 | Autres          | 4 113   | 1,97    |        | 2             | 5 173   | 1,42    |        | 2             | 2 505   | 0,51    |        | 1             | 9 300     | 1,17      |         | 1             |
|                 | Blanc           | 834     | 0,40    |        |               | 989     | 0,27    |        |               | 1 888   | 0,39    |        |               | 2 766     | 0,35      |         |               |

## Analyse

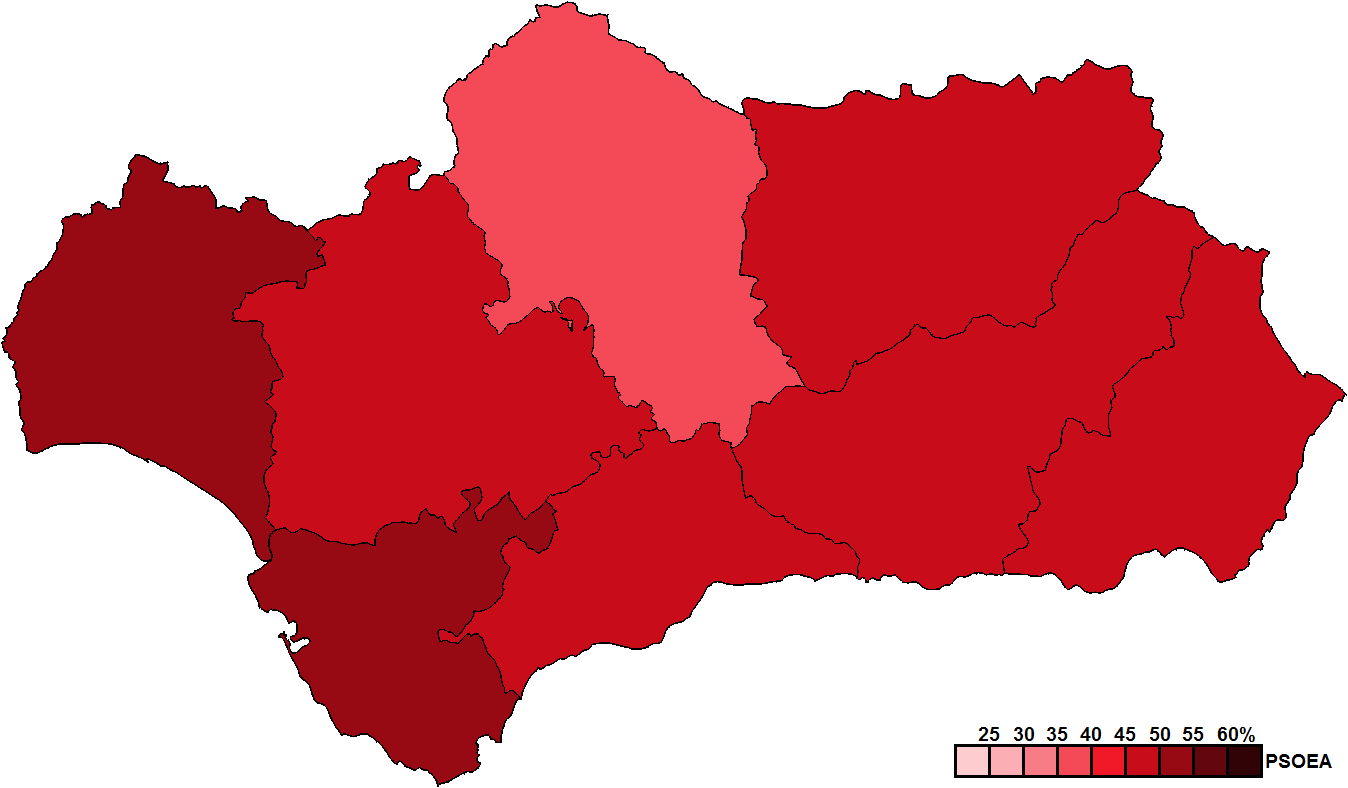
Parti arrivé en tête par circonscription et intensité de son score.

Le Parti socialiste conserve sa majorité absolue avec six sièges de moins, le scrutin étant avant tout marqué par les progressions des forces politiques situées à sa gauche et à sa droite. La principale surprise provient de la Gauche unie, qui passe de 8 à 19 députés. Dans la circonscription de Cordoue, le charisme de son chef de file et ancien maire de la capitale provinciale, Julio Anguita, lui permet de faire jeu égal en sièges avec le Parti socialiste.
En dépit de la présence du Centre démocratique et social et du Parti réformateur démocratique (es), la Coalition populaire s'impose comme l'héritière de la défunte Union du centre démocratique sur le terrain électoral.
Par rapport aux élections générales qui se tiennent le même jour, le taux d'abstention est similaire, mais environ 13 % de l'électorat choisit deux bulletins différents. Si les électeurs de la Coalition populaire lui restent fidèles, avec un différentiel d'environ 20 000 bulletins, le Parti socialiste perd entre le Congrès des députés et le Parlement d'Andalousie 343 000 voix, ce qui correspond, peu ou prou, aux gains de 330 000 suffrages par la Gauche unie entre les deux mêmes scrutins. Les socialistes obtiennent, cependant, 80 000 voix de plus qu'aux précédentes élections autonomiques.

## Suites
Le 25 juillet 1986, José Rodríguez de la Borbolla est investi président de la Junte d'Andalousie par le Parlement à l'issue d'un jour de débat, par 60 voix pour et 48 voix contre, l'ensemble des partis autres que le PSOE s'opposant à lui.